# Svedala kommunhus AB
Svedala kommunhus AB är ett svenskt förvaltningsbolag som agerar moderbolag för de verksamheter som Svedala kommun har valt att driva i aktiebolagsform. Bolaget ägs helt av kommunen.

## Bolag
Källa: 
- Bostadsaktiebolaget Svedalahem
  - Svedalahem Holding AB
- Svedala Exploaterings Aktiebolag Svedab
  - Svedab Holding AB